# 뻐꾸기 엄마
《뻐꾸기 엄마》는 1999년 10월 2일에 방영한 KBS 일요베스트로, 1999년 KBS 드라마 극본 공모 가작으로 당선된 작품이다.

## 줄거리
혜옥은 아이를 원하지만 결혼한 지 12년이 되도록 아이가 생기지 않는데, 동생 혜진은 결혼 1년만에 아이를 갖게 된다. 하지만 혜진은 직장문제로 인해 아이를 원치 않는데, 혜옥은 동생의 출산과 육아를 도와주겠다며 설득한다. 혜진은 아이를 낳고 더욱 적극적인 직장생활로 승진을 하게 된다. 한편, 혜옥은 아이 돌보기에 여념이 없고 시간이 지날수록 아이와의 정이 깊어진다.
어느날 혜진 부부는 회사 일로 소홀했던 딸 은비를 만나러가지만, 10개월이 넘게 혜옥의 손에서 자란 은비는 낯선 엄마와 아빠를 거부하고 혜옥에게만 안기려 한다. 그 모습을 본 혜진 부부는 충격을 받게 된다. 혜옥의 배려와 깊은 정을 절감한 혜진은 생명의 소중함과 가족애를 느끼게 된다.

## 등장 인물

### 주요 인물
- 정애리 : 혜옥(36세) 역
- 김정난 : 혜진(29세) 역 - 혜옥의 동생
- 맹상훈 : 혜옥의 남편 역
- 임호 : 혜진의 남편 역

### 그 외 인물
- 서권순 : 혜옥과 혜진의 어머니 역
- 안승훈
- 양재원
- 한범희
- 김경숙
- 배미자